# Great Australian Run
Der Great Australian Run ist ein Straßenlauf über 15 Kilometer, der seit 2008 jährlich im November in Melbourne ausgetragen wird. Er ist ein internationaler Ableger der britischen Great-Run-Serie, die auf den Great North Run zurückgeht.
Die Strecke des Hauptlaufs ist ein Rundkurs mit Start und Ziel im Albert Park in Port Phillip City.

## Statistik

### Streckenrekorde
- Männer: 42:40 min, Haile Gebrselassie (ETH), 2008
- Frauen: 50:18 min, Nicole Chapple (AUS), 2009

### Siegerliste
| Datum         | Männer             | Nation     | Zeit  | Frauen            | Nation     | Zeit  |
| ------------- | ------------------ | ---------- | ----- | ----------------- | ---------- | ----- |
| 29. Nov. 2009 | Günther Weidlinger | Österreich | 43:01 | Nicole Chapple    | Australien | 50:18 |
| 30. Nov. 2008 | Haile Gebrselassie | Äthiopien  | 42:40 | Catherine Ndereba | Kenia      | 50:43 |

### Entwicklung der Finisherzahlen
| Jahr | Gesamt | davon Frauen |
| ---- | ------ | ------------ |
| 2009 | 2080   | 781          |
| 2008 | 2920   | 966          |